# Surya Saputra
Surya Saputra (nacido en Yakarta, el 5 de julio de 1969) es un actor, cantante, productor de películas y de telenovelas. Es hijo de la estrella de cine Linda Hosein, Surya a incursionado primeramente en el mundo del cine desde su niñez. En ese momento, Surya fue invitado para actuar en la película de Un Millón de fibra Roy junto a Roy Marten. Con el paso del tiempo, Surya no ha tratado directamente para seguir a su madre en el mundo del cine. Después comenzó su carrera como cantante con Ari Sihasale, Johandy Yahya y Teuku Ryan junto a Cool Colors con su primer álbum publicado en 1995 y otro álbum de las cuales de Teuku Ryan fue sustituido por Ari Wibowo.

## Sinetron
- Air Mata Ibu
- Cerita Cinta
- Remaja Lima
- Cinta Abadi
- Romantika 21
- Metropolis 2
- Senyuman Ananda
- Arisan! The Series
- Dunia Tanpa Koma
- Hitam Putih

## Filmografía
- Arisan! (2003)
- Janji Joni (2005)
- Untuk Rena (2005)
- Belahan Jiwa (2005)
- Long Road to Heaven (2007)
- Love (2008)
- Ayat-Ayat Cinta (2008)
- Jamila Dan Sang Presiden (2009)
- King (2009)
- Meraih Mimpi (2009) - Pengisi Suara